# Nita Naldi
Nita Naldi (nascida Mary Nonna Dooley ; Nova Iorque, 13 de novembro de 1894 - Nova Iorque, 17 de fevereiro de 1961) foi atriz americana de teatro e cinema mudo.

## Primeiros Anos
Nita Naldi nasceu em Nova York, filha de pais irlandeses de classe operária, Júlia e Patrick Dooley, em 1894, Conhecida na juventude como Nonna, foi nomeada em homenagem à sua tia-avó Mary Nonna Dunphy, uma freira que em 1879 fundou a Academia dos Santos Anjos em Fort Lee, Nova Jersey. Mais tarde, em 1910, a jovem Nonna frequentou uma escola católica. No mesmo seu pai deixou a família.
A morte de sua mãe em 1915 fez com que Nonna tivesse que cuidar de seus dois irmãos mais novos. Para sustentar a família, assumiu vários empregos, incluindo trabalhos como modelo. Logo entrou para o teatro vaudeville com seu irmão Frank, e em 1918 se apresentava no coro no  Winter Garden Theatre no "The Passing Show", de 1918. Sua atuação na Broadway a levou a mais trabalhos nos palcos e logo Naldi estava no Ziegfeld Follies (1918 a 1919). Foi nessa época que Nonna Dooley mudou seu nome para  "Nita Naldi". Continuou atuando na Broadway e depois de sua performance bem recebida em "The Bonehead", foi-lhe oferecido um papel na peça "Opportunity" em 1920.

## Carreira no Cinema

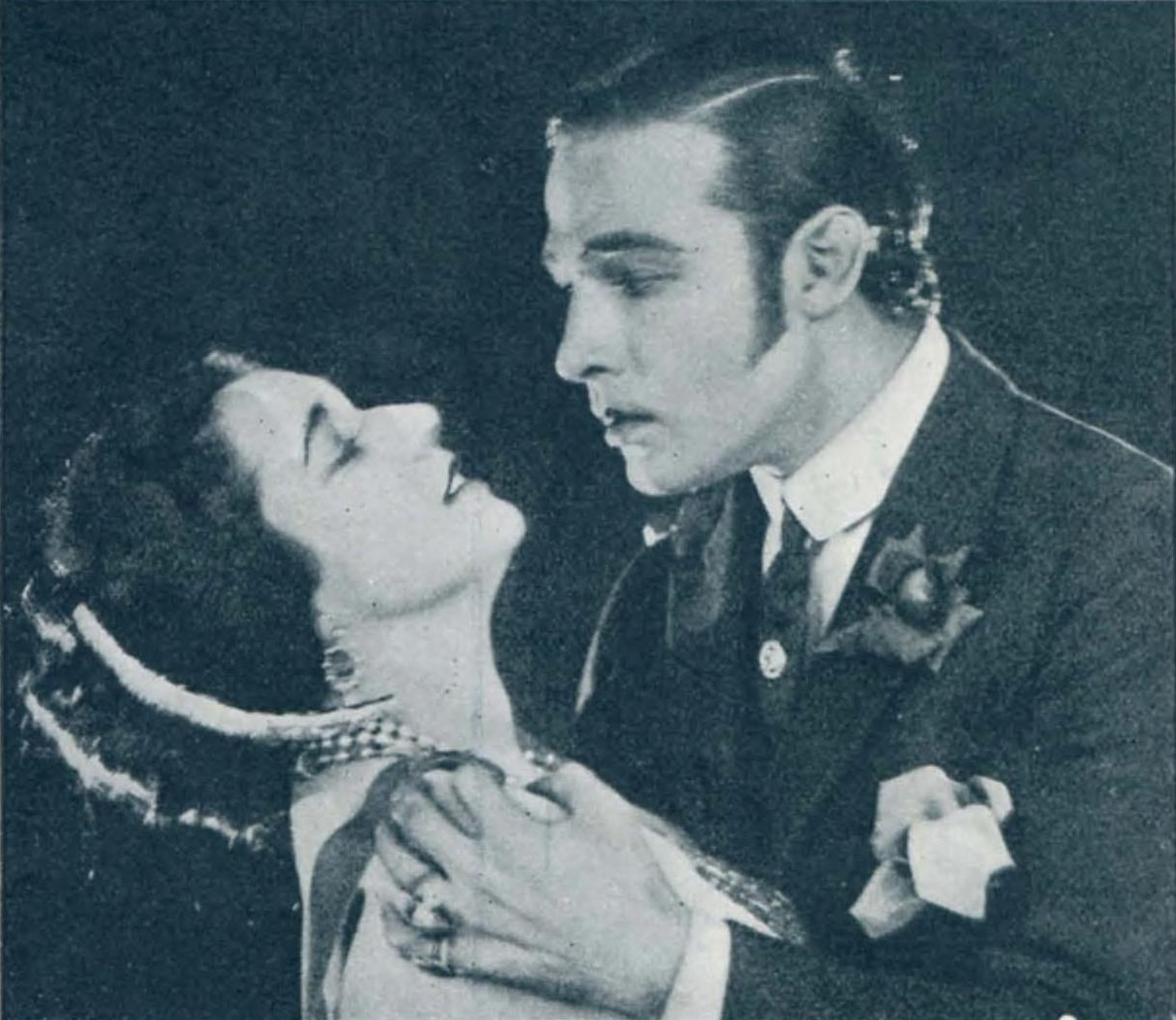
Naldi e Valentino em Blood and Sand, 1922

Durante esse período, Naldi posou para o famoso artista peruano Alberto Vargas, que a pintou abraçada a um busto de fauno Na pintura original de Vargas, Naldi está em topless, embora cópias do retrato que foram publicadas e amplamente distribuídas na década de 1920, tenham sido modificadas pela adição de roupas, de forma a cobrir o seio esquerdo que estava parcialmente visível.
Naldi assumiu vários papéis na Famous Players-Larsky, com crescente importância, incluindo "The Ten  Commandments" (1923), dirigido por  Cecil B. DeMille. Posteriormente, voltou a filmar com Valentino no último filme da Famous Players-Lasky, "A Sainted Devil" de 1924. Naldi deixou a companhia logo depois.

Naldi na edição de agosto de 1924 da Photoplay

Em 1914, Valentino e Naldi viajaram para a França a fim de elaborar uma pesquisa para o filme "The Hooded Falcon", que nunca foi feito. Ao voltar à Califórnia, a dupla fez "Cobra". O filme não foi bem recebido e esse se tornou o último filme em que Naldi e Valentino atuaram juntos. O casamento de Valentino estava terminando mais ou menos nessa época. Depois que Valentino assinou com a  United Artists, ele baniu Rambova (sua ex-esposa) do set. Rambova recebeu seu próprio filme como consolo e Naldi estrelou a produção de 1925, "What Price Beauty?". O filme sofreu problemas de distribuição, pouco foi visto na época, mas é digno de nota, por ser a primeira aparição nas telas da atriz Myrna Loy.
Depois de concluir o filme de Dorothy Gish, "Clothes Make the Pirate", Naldi partiu para a França para umas curtas férias. Lá se casou com J. Searle Barclay. Apesar de haver rumores de que havia se aposentado, Naldi começou a trabalhar em vários filmes, incluindo o segundo trabalho como diretor de  Alfred Hitchcock, "The Mountain Eagle", de 1926.
Naldi fez dois filmes na França e um na Itália antes de se aposentar. Apesar de ter uma boa voz, Naldi nunca fez um filme falado.

## Vida Posterior
Devido aos problemas financeiros causados por sua aposentadoria, bem como a Depressão, Naldi decretou falência em 1932. Voltou aos palcos com "Queer People" e "The Firebird" em 1933. A imprensa a havia criticado por seu peso desde 1924, mas as críticas às suas aparições nas duas peças foram especialmente duras dessa vez. Tão severas que Naldi entrou com um processo contra um jornal em 1934 no valor de US$ 500.000. O processo foi indeferido em 1938.
Em 1942, Naldi foi considerada para "For Whom the Bell Tolls" mas acabou não recebendo o papel. Nunca mais fez outro filme.
Na década de 50, Naldi apareceu na série de TV "Omnibus".

## Vida pessoal

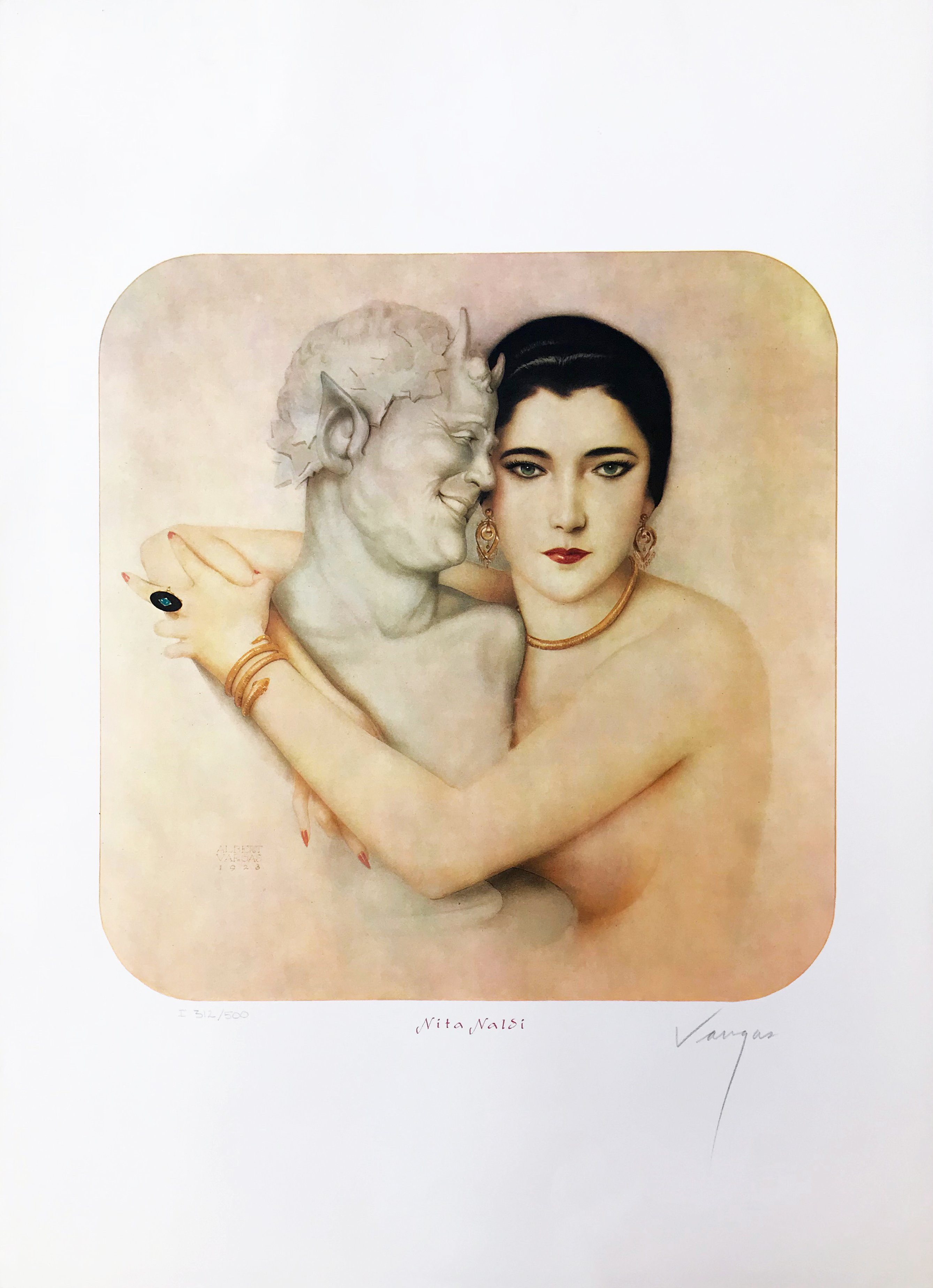
"Nita Naldi com a estátua de um fauno", de Alberto Vargas, 1923.

Naldi foi casada com J.Searle Barclay de 1920 a 1929. Apesar de todos os rumores, Naldi sempre negou ter qualquer envolvimento com Valentino ou Barrymore. Naldi nunca teve filhos.

## Morte
Naldi passou seus últimos anos na cidade de Nova York, onde morreu de ataque cardíaco em seu quarto no Hotel Wentworth, pouco mais de três meses após seu aniversário de 66 anos. Foi enterrada no Calvary Cemetery, em Queens, Nova York.

## Reconhecimento
Por sua contribuição para a indústria cinematográfica, Nita Naldi foi homenageada com uma estrela na  Calçada da Fama de Hollywood, no Hollywood Boulevard 6316.

## Filmografia
- Dr. Jekyll and Mr. Hyde[11] (1920)
- The Common Sin (1920)
- For Your Daughter's Sake (1920)
- Life (1920)
- The Last Door (1921)
- Experience (1921)
- A Divorce of Convenience (1921)
- The Snitching Hour (1922)
- Reported Missing (1922)
- The Man from Beyond (1922)
- For Your Daughter's Sake (1922 reissue of Common Sin)
- Channing of the Northwest (1922)
- Blood and Sand (1922)
- Anna Ascends (1922)
- You Can't Fool Your Wife (1923)
- The Ten Commandments (1923)
- Lawful Larceny (1923)
- Hollywood (1923) cameo
- The Glimpses of the Moon (1923)
- A Sainted Devil (1924)
- Don't Call It Love (1924)
- The Breaking Point (1924)
- The Mountain Eagle (1925)
- The Marriage Whirl (1925)
- The Lady Who Lied (1925)
- Cobra (1925)
- Clothes Make the Pirate (1925)
- The Unfair Sex (1926)
- The Miracle of Life (1926)
- The Nude Woman (1926)
- What Price Beauty? (1928)
- La Femme Nue / The Model From Montmartre (1928)
- Die Pratermizzi (1928)

## 20em
1. ↑  Slide, Anthony (2010). Silent Players: A Biographical and Autobiographical Study of 100 Silent Film Actors and Actresses. [S.l.: s.n.] ISBN 978-0813137452
2. 1 2  Golden, Eve (2000). Golden Images: 41 Essays on Silent Film Stars. [S.l.: s.n.] ISBN 9780786483549 Naldi's birthname in this reference is also incorrectly cited as “Donna”.
3. ↑  “Nina Naldi”, 23 Sahara Knights: Rudolf Valentino Film Festival, Rudolf Valentino Society and Publishing, LLC. Retrieved November 6, 2018.
4. ↑  Fort Lee: Birthplace of the Motion Picture Industry. [S.l.: s.n.] 2006. ISBN 9780738545011
5. 1 2  «("Nita Naldi" search results)». Playbill Vault [ligação inativa]
6. ↑  “Nita Naldi of Silent Films Dies; Won Fame Opposite Valentino“, obituary, The New York Times, February 18, 1961, [unspecified page]. Obituary linked through “The Hitchcock Zone” online collections. Retrieved November 5, 2018.
7. ↑  «Vargas Collection» [ligação inativa]
8. ↑  Nita Naldi by Alberto Vargas, image and information about painting. San Francisco Art Exchange, San Francisco, California. Retrieved November 5, 2018.
9. ↑  Wilson, Scott (17 de agosto de 2016). Resting Places: The Burial Sites of More Than 14,000 Famous Persons, 3d ed. [S.l.: s.n.] ISBN 9780786479924
10. ↑  «Nita Naldi». Hollywood Walk of Fame
11. ↑  Most of the titles in this filmography are transcribed from Ephraim Katz's The Film Encyclopedia, fourth edition, revised by Fred Klein and Ronald Dean Nolen. New York, N.Y.: HarperCollins, 2001, p. 996. Retrieved November 7, 2018.